# Linden (Frauenau)
Die Einöde Linden ist ein Gemeindeteil der Gemeinde Frauenau im niederbayerischen Landkreis Regen. Sie liegt etwa fünf Kilometer südlich von Frauenau an der Südspitze des Gemeindegebiets im Tal der Flanitz.